# Torre Willis
La Torre Willis (en inglés, Willis Tower), conocida anteriormente como Torre Sears, es un rascacielos de 442 metros en Chicago, Illinois. En el momento de su inauguración, fue el edificio más alto del mundo durante veinte años. Con 442 metros de altura arquitectónica y 527 metros de altura máxima, la Torre Willis es la tercera torre más alta de América, después de la Torre CN y el One World Trade Center de Nueva York, y la segunda más alta de Estados Unidos, después del One World Trade Center en Nueva York, superando por 27 metros al Trump International Hotel and Tower, también en Chicago.
Si bien los derechos de nombre de Sears vencieron en 2003, el edificio se continuó conociendo como "Torre Sears" (Sears Tower) por varios años. En marzo de 2009, Willis Group Holdings, acordó un contrato de arrendamiento de una parte del edificio y obtuvo los derechos del nombre de la torre.

## Historia

### Construcción

La torre está dividida en prismas de base cuadrada.

En 1969, Sears era la empresa minorista más grande del mundo, con aproximadamente 350 000 empleados. Los ejecutivos de Sears decidieron juntar a los miles de empleados en oficinas distribuidas alrededor de Chicago en un edificio en la zona oeste del Chicago Loop. Con demandas de espacio de 3 millones de pies cuadrados (280 000 de metros cuadrados), y con predicciones de una futura expansión necesitando espacio, Sears contrató a Skidmore, Owings and Merrill (SOM) para construir una estructura que se convertiría en uno de los edificios de oficinas más altos del mundo. El equipo del arquitecto Bruce Graham y el ingeniero Fazlur Rahman Khan diseñaron el edificio como 9 "tubos" cuadrados, cada uno, esencialmente un edificio separado cada uno. Los 9 tubos se alzarían hasta el piso número 50 del edificio. En ese piso, los tubos noroeste y sudeste terminan, y los otros 7 continúan subiendo. En el piso número 66, los tubos noreste y sudoeste terminan. En el 90, los tubos norte, este, y sur. Los tubos que quedan (centro y oeste) siguen hasta el 108.
Los ejecutivos de Sears decidieron que el espacio que ocuparían de inmediato debía ser diseñado para alojar su Merchandise Group. Pero algunas partes debían ser alquiladas a empresas menores, hasta que Sears creciera y las usase. 
Como Sears continuaba teniendo planes optimistas de crecimiento, la altura propuesta para la torre avanzó hasta más de 100 pisos y sobrepasó la altura del incompleto World Trade Center en Nueva York que se convertiría en el edificio más alto del mundo. Restringido en altura por un límite impuesto por la Federal Aviation Administration (FAA) para proteger el tráfico aéreo, la Torre Sears fue financiada por la compañía. Se le agregaron dos antenas para permitir la difusión de televisión y radio. Sears y la ciudad de Chicago aprobaron el diseño, y la construcción comenzó en abril de 1971. La estructura fue completada en mayo de 1973. La construcción costó aproximadamente 150 millones de dólares de esa época, que serían el equivalente a 950 millones de dólares en 2005. En comparación, el Taipei 101, construido en Taiwán en 2004, costó alrededor del equivalente a 1.760 millones de dólares de 2005.

### Post-apertura
Las optimistas proyecciones de crecimiento de Sears no se habían concretado. La competencia con sus rivales (como Montgomery Ward) continuó, con nueva competencia de otros gigantes en el comercio minorista: Kmart, Kohl's, y Wal-Mart. La fortuna de Sears & Roebuck declinó en los 70. La torre Sears no era lo que Sears había esperado que fuera, una mitad de la torre estuvo desocupada durante más de una década.
En 1994 Sears vendió el edificio a AEW Capital Management con financiamiento de MetLife.
En ese momento, un tercio estaba vacante, y para 1995, Sears había desocupado el edificio completamente, moviéndose a un nuevo office campus en Hoffman Estates.
En 1997 TrizecHahn Corp (el dueño en ese tiempo de la Torre CN) compró el edificio por 110 millones de dólares, y la adquisición de obligaciones por 4 millones y de una hipoteca de 734 millones. En 2003 Trizec cedió el edificio a MetLife.
En 2004 MetLife vendió el edificio a un grupo de inversores, incluyendo Joseph Chetrit, Joseph Moinian, Lloyd Goldman, Joseph Cayre, Jeffrey Feil y American Landmark Properties. El precio acordado era 840 millones, con 825 millones de dólares retenidos en una hipoteca.
En junio de 2006, siete hombres fueron arrestados en Miami por el FBI y acusados de planear destruir la torre. Tras tres juicios, cinco de los sospechosos fueron condenados y dos absueltos. El líder del grupo, Narseal Batiste, fue sentenciado a 13 años y medio de prisión en noviembre de 2009.

### 11 de septiembre de 2001
El plan original de los atentados del 11 de septiembre de 2001 era secuestrar 12 aviones, de los cuales uno iba a impactar en la Torre Sears. Pero la operación era inabarcable, ya que eran demasiados objetivos, así que se redujeron a 5 los objetivos y uno de los que quitaron fue la Torre Sears.

## Planes
En febrero de 2009, los dueños anunciaron que consideraban pintar la estructura de la torre de plata. La pintura “rebautizaría” el edificio y realzaría sus adelantos en eficiencia energética. El costo estimado es de 50 millones de dólares.
Desde 2007, los dueños del edificio han considerado construir un hotel en el lado norte de Jackson, entre Wacker y Franklin, en la plaza que es la entrada a la terraza de observación. El aparcamiento de la torre está debajo de la plaza. Los dueños dijeron que el segundo edificio fue considerado en el diseño original. La legislación de la ciudad no permite la construcción de una torre tan alta en ese espacio.

## ElSkydeck

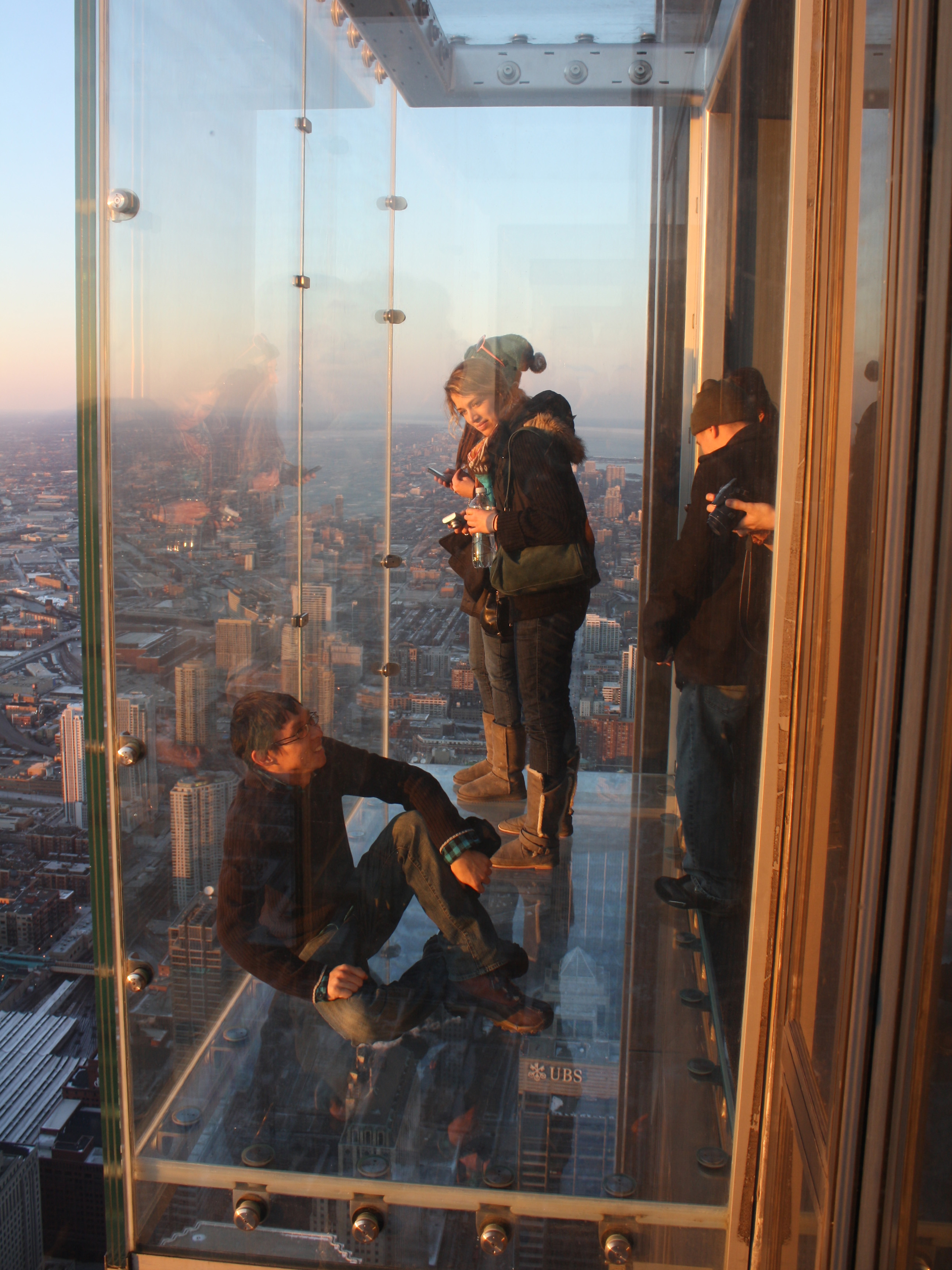
Balcón de vidrio en el Skydeck.

El mirador de la Torre Willis, llamado el Skydeck, abrió el 22 de junio de 1974.
Ubicado en el piso 103 de la torre, está a 413 metros de altura y es una de las atracciones turísticas más famosas de Chicago.
Los turistas pueden experimentar cómo el edificio se balancea en un día ventoso. Pueden ver hasta las planicies de Illinois y hasta el Lago Míchigan en Indiana, Míchigan y Winsconsin en un día despejado. Los ascensores llevan a los turistas a la cima en solo 60 segundos.
El Skydeck compite con el piso de observación del John Hancock Center, a una milla y media de distancia, que es 98 metros más bajo. Unos 1,3 millones de turistas visitan el Skydeck anualmente. Un segundo Skydeck en el piso 99 es usado cuando el piso 103 está cerrado.
La entrada turística puede ser encontrada en la parte sur del edificio en Jackson Boulevard.
En enero de 2009, los dueños de la Torre Willis comenzaron una renovación del Skydeck, para incluir la instalación de unos balcones de vidrio, extendidos aproximadamente cuatro pies sobre Wacker Drive desde el piso 103. Las "cajas" de vidrio permiten a los visitantes mirar a través del suelo hasta la calle a 412 m por debajo. Las cajas, que pueden soportar 5 toneladas cortas de peso (equivalentes a 4 536 kg de peso), abrieron al público el 2 de julio de 2009.

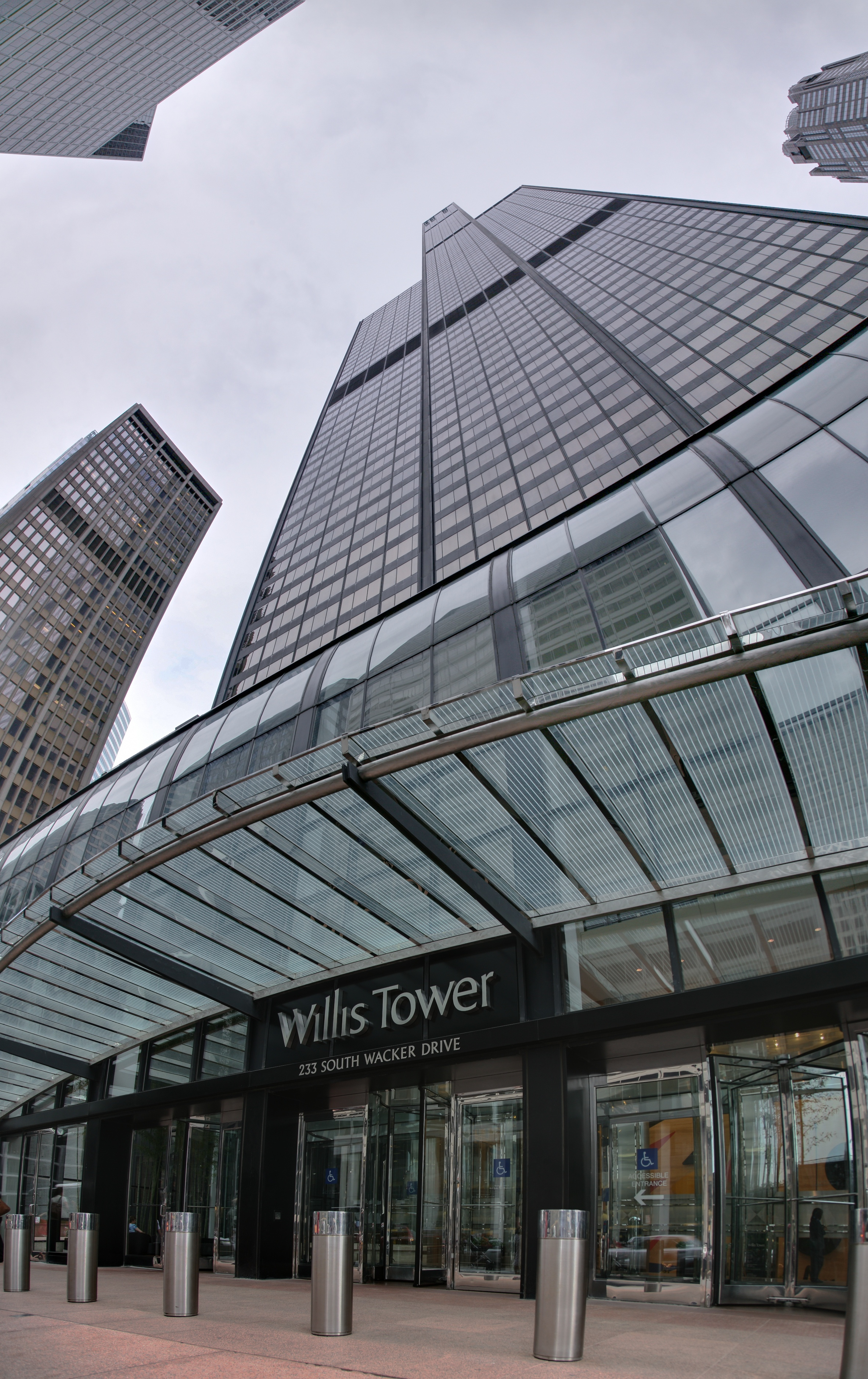
Fachada oeste y entrada.

En agosto de 1999, el escalador francés Alain "Spiderman" Robert, usando solo sus manos y pies, escaló el edificio hasta la cima. Una niebla se instaló cerca del final, haciendo los últimos 20 pisos resbaladizos.

## Derechos de nombre
Aunque Sears vendió la torre en 1994 y la desocupó totalmente en 1995, la compañía retuvo los derechos de nombre hasta 2003. Los nuevos dueños rechazaron los contratos de renombrar la torre con CDW Corp en 2005 y el Comité Olímpico Estadounidense en 2008. En 2009, Willis Group Holdings, Ltd. alquiló más de 13 000 m² de espacio en tres pisos, y los derechos de nombre fueron obtenidos como parte de las negociaciones. El edificio fue finalmente renombrado como Willis Tower (Torre Willis) el 16 de julio de 2009. Los derechos de nombre son válidos durante 15 años por lo que es posible que el nombre cambie otra vez en 2024. 
El nuevo nombre no fue bien acogido por los ciudadanos de Chicago y se la sigue llamando coloquialmente "Torre Sears".

## En la cultura popular

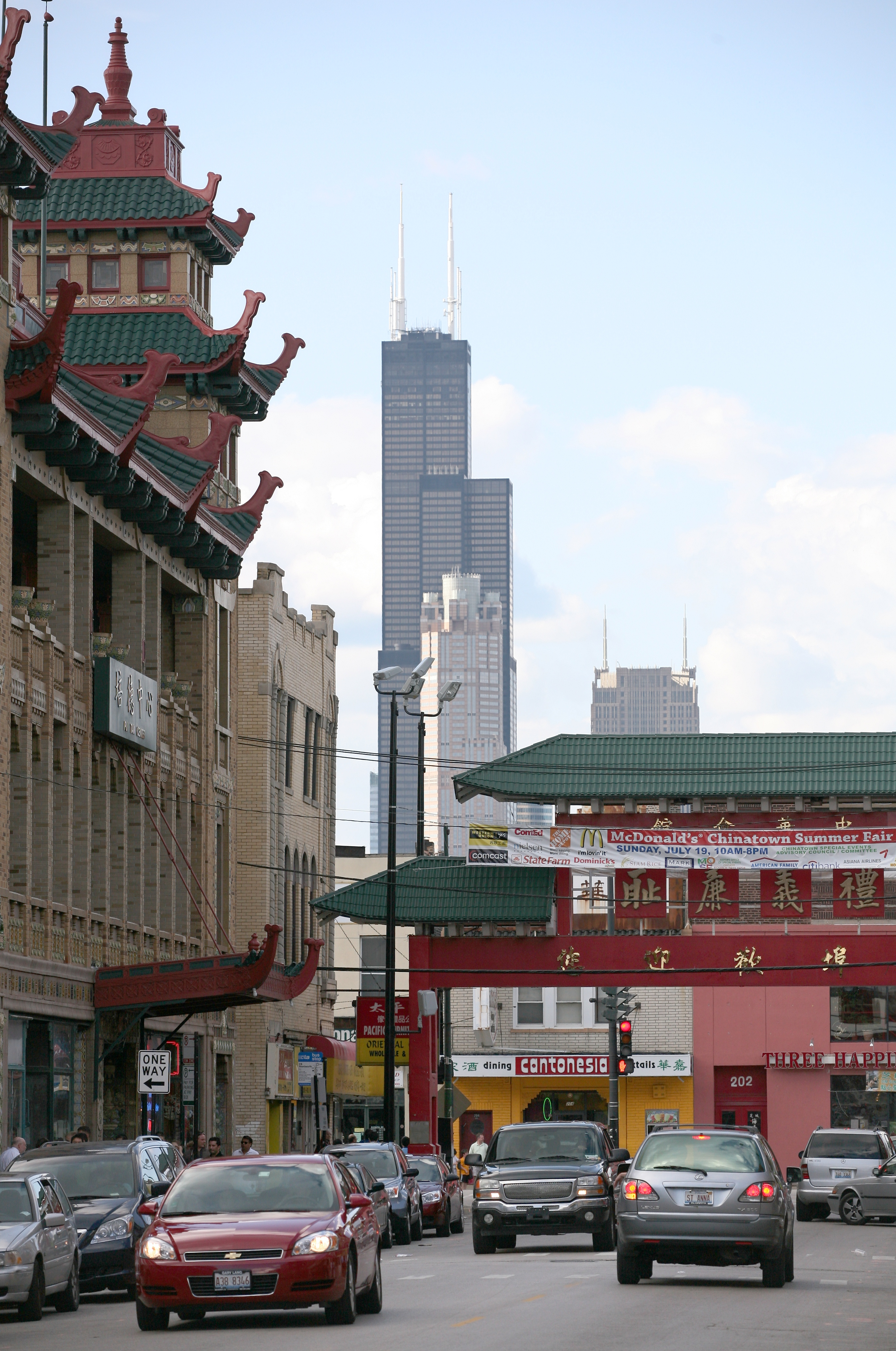
La Torre Willis vista desde el Chinatown de Chicago.

### Televisión y cine
El edificio ha aparecido en numerosas películas y series de televisión, como Ferris Bueller's Day Off, donde Ferris y compañía miran las calles de Chicago desde el Skydeck, o en Life After People de History Channel, en donde la Willis y otras torres sufren sin los humanos alrededor, y se derrumban 200 años después de que las personas se hubieran ido. También, en un episodio de Kenan y Kel, en donde Kenan Rockmore y Kel Kimble deciden escalar hasta la cima del edificio, así Kenan puede declarar su amor por una chica y en un episodio de la serie de televisión Monk, en donde Adrian Monk trata de dominar su miedo a las alturas imaginando que está en la cima de la Torre Willis.
El programa de televisión Late Night with Conan O'Brien introdujo un personaje llamado "The Sears Tower Dressed In Sears Clothing" cuando el programa visitó Chicago en 2006.
En la película Category 6: Day of Destruction, la torre es dañada por un tornado y en Yo, Robot, es mostrada en el año 2035 con nuevas antenas rojas.
En el episodio "1969" de la segunda temporada de la serie de ciencia ficción Stargate SG-1, el equipo SG-1 accidentalmente viaja de vuelta en el tiempo al año del título. En un momento, el equipo viaja por Chicago y la Torre Willis es mostrada (erróneamente, ya que la construcción no comenzó hasta dos años después en 1971).
En el libro y posterior película Divergente, aparece la Torre Willis, la cual en la película se llama "El cubo", que es donde, a los 16 años, los jóvenes hacen una prueba de aptitud para conocer que facción es la más apropiada para cada uno.
En la película Rampage de 2018, la corporación Energyne tiene su sede en el edificio y utiliza la antena de la torre para transmitir una señal de ecolocación que traería tres monstruos mutados, que más tarde escalarían la torre y bajo el peso de las criaturas la torre colapsa.

### Otros
Versiones antiguas del Microsoft Flight Simulator comenzarían con el jugador en una corrida de Meigs Field, enfrentando una versión virtual de la torre.
La torre también aparece en el videojuego Watch Dogs.

## Datos y estadísticas
- La cima de la Torre Willis es el punto más alto en Illinois. La parte más alta de su antena más alta se encuentra a 527,3 metros por encima del nivel de la calle o 708 metros sobre el nivel del mar, y su techo está a 442 metros sobre el nivel de la calle o 623 sobre el nivel del mar.
- El diseño de la torre incorpora nueve tubos cuadrados.[42]

## Sucesión
| Predecesor: Aon Center         | Edificio más alto de Chicago 1973 - actualidad      | Sucesor: -                      |
| Predecesor: World Trade Center | Edificio más alto de los Estados Unidos 1973 - 2013 | Sucesor: One World Trade Center |
| Predecesor: World Trade Center | Edificio más alto del mundo 1973 - 1998             | Sucesor: Torres Petronas        |